# Quum catholica
Quum catholica (oder Cum catholica) ist ein Apostolisches Schreiben von Papst Pius IX., welches am 26. März 1860 veröffentlicht wurde und in dem er die Verletzung der Souveränität des Kirchenstaates nach dem Sardinischen Krieg verurteilte. Das apostolische Schreiben beginnt mit dem Satz:

„Quum Catholica Ecclesia a Christo Domino fundata et instituta, ad sempiternam hominum salutem curandam, perfectae societatis formam vi divinae suae institutionis obtinuerit, ea proinde libertate pollere debet, ut in sacro suo ministerio obeundo nulli civili potestati subiaceat.“

„Da die von Christo gegründete und angelegte, um sich um das ewige Wohl der Menschen zu kümmern, Katholische Kirche die Gestalt einer vollkommenen Gesellschaft kraft ihrer göttlichen Errichtung erlangte, soll sie daher eine derartige Freiheit genießen, daß sie in der Verrichtung ihres heiligen Dienstes keiner bürgerlichen Macht unterstellt würde.“

## Hintergrund
Wenige Tage vor dem Apostolischen Schreiben wurden in den vom Königreich Sardinien besetzten Städten des Kirchenstaates Ariminum (11. März 1860), Forum Livii (März 1860) und Bononia (11. und 12. März 1860) Referenda abgehalten. Die Städte wurden vom Königreich Sardinien annektiert.
Der Papst beschuldigt die sardinischen Eroberer und deren Gefolgschaft, bei den Volksabstimmungen die Bevölkerung mit ausgeteilten Geldmitteln und Waffen bestochen zu haben. Über die Eroberer und ihre Helfershelfer verhängt Papst Pius IX. den Bann.

## Rechtfertigung der weltlichen Macht des Papstes
Papst Pius IX. führt auf die göttliche Vorsehung die Tatsache zurück, dass nach dem Zusammenbruch des Römischen Reiches und seine Teilung in mehrere Staaten dem Papst weltliche Herrschaft überreicht wurde. Auch wenn der Kirchenstaat seiner Natur nach weltlich sei, werde ihm auch aufgrund seiner heiligen Sendung geistliche Prägung zuteil. Dies störe ihn bei der Ergreifung aller Maßnahmen, die zur Wohlfahrt der Bevölkerung beitragen, nicht.
Angesichts des Dienstes des Kirchenstaates der Kirche zuliebe sei nicht erstaunlich, dass die Widersacher der Kirche oftmals ihn mit vielartigen Machenschaften und Versuchen zu zerstören und zerrütten trachten (auf Latein: „mirum non est, quod Ecclesiae ipsius hostes persaepe illum [Principatum] convellere et labefactare multiplici insidiarum et conatuum genere contenderint“). Infolge des Beistandes Gottes seien diese Entwürfe gescheitert.
In unserer beklagenswerten Zeit greife man nicht auf offene Gewalt zurück, sondern auf falsche und verhängnisvolle Prinzipien sowie auf bösartiges Anfachen von Aufruhr (auf Latein: „falsis aeque ac perniciosis principiis callide inductis, ac popularibus motibus malitiose excitatis“).

## Die Rolle des Königreichs Sardinien
Papst Pius IX. verurteilt den besonderen Anteil an den hinterhältigen Machenschaften, den das Königreich Sardinien hat. Für weitere Auskunft über die vom Königreich Sardinien der Kirche, ihren Rechten und ihren Dienern zugefügten Schäden verweist Papst Pius IX. auf die Allokution Probe memineritis vom 22. Januar 1855 (auf Latein: „In subdolis ac perversis, quas lamentamur, machinationibus praecipuam habet partem Subalpinum Gubernium, a quo pridem omnes norunt quanta et quam deploranda eo in Regno damna ac detrimenta Ecclesiae eiusque iuribus, sacrisque ministris fuerint inlata, de quibus in consistoriali potissimum Allocutione die XXII ianuarii MDCCCLV habita vehementer doluimus“). Das Königreich habe nicht nur die Einwände des Papstes zurückgewiesen, sondern auch den Kirchenstaat überfallen, wo Gott den Stuhl Petri zur größeren Freiheit des apostolischen Dienstes gegründet habe. Das erste der Kennzeichen dieses Überfalls sei noch auf der Pariser Konferenz 1856 aufgetreten, wo die Verringerung der zivilen Herrschaft des Papstes und der Autorität des Heiligen Stuhles vom Königreich Sardinien vorgeschlagen wurde. Während des Sardinischen Krieges zwischen Frankreich und Sardinien auf der einen Seite und dem Kaisertum Österreich auf der anderen habe sich das Königreich kein Betrug und kein Verbrechen erspart, um die Bevölkerung des Kirchenstaates zum Abtrünnigwerden anzustiften (auf Latein: „nihil fraudis, nihil sceleris praetermissum est, ut Pontificiae Nostrae ditionis populi ad nefariam defectionem modis omnibus impellerentur“). Die von Sardinien entsandten Aufhetzer hätten Geldmittel reichlich ausgeteilt, Waffen geliefert, unheilvolle Schriften und Zeitschriften verbreitet. Vielerlei Betrüge seien selbst von der Botschaft in Rom begangen, kein Völkerrecht und keine Ehre berücksichtigt worden, um den Aufruhr gegen den Kirchenstaat auszulösen (auf Latein: „omne fraudum genus adhibitum vel ab illis, qui eiusdem Gubernii legatione Romae fungentes, nulla habita gentium iuris honestatisque ratione, proprio munere perperam abutebantur ad tenebricosas molitiones in Pontificii Nostri Gubernii perniciem agendas“).
Nachdem in einigen Provinzen der Aufruhr ausgebrochen war, wurde von sardinischen Helfershelfern die königliche Diktatur ausgerufen und sogleich wurden vom Königreich Sardinien Kommissaren stationiert, die unter einem später angenommenen Namen diese Provinzen regierten (auf Latein: „illico per fautores regia dictatura proclamata est, statimque a Subalpino Gubernio commissarii adlecti, qui alio etiam nomine postea appellati provincias illas regendas sumerent“).

## Päpstliche Warnungen und Folgen
In zwei vorigen Allokutionen, vom 20. Juni 1859 (Ad gravissimum) und 26. September 1859, habe sich der Papst schon über den Verstoß beklagt und die Übeltäter (violatores) vor kanonischen Strafen gewarnt. Nicht nur habe dies nichts als Missachtung beim Königreich Sardinien hervorgerufen, sondern das Königreich habe sich der Provinzen mittels einer rechtswidrig mit Geldmitteln, Bedrohungen, Schrecken und heimtückischen Kniffen erzwungenen Volksabstimmung bemächtigt (auf Latein: „Verum Subalpinum Gubernium non solum Nostra monita, querelas, et ecclesiasticas poenas contempsit, sed etiam in sua persistens improbitate, populari suffragio pecuniis, minis, terrore aliisque callidis artibus contra omne ius extorto, minime dubitavit commemoratas Nostras provincias invadere, occupare, et in suam potestatem dominationemque redigere“). Dem Papst fehlen die Worte, um derart ruchloses Verbrechen zu beschreiben, das mehrere andere beinhaltet. Er nennt diese Handlungen eine schwere Freveltat, die gegen anderer Rechte wider das natürliche und göttliche Gesetz verstößt, die Gerechtigkeit zunichtemacht und die Grundlagen jedes beliebigen Staates und der menschlichen Gesellschaft vollständig zerrüttet.

## Bann
Am Ende verhängt Papst Pius IX. den Bann über alle Teilnehmer am Aufruhr, an der Eroberung und Besetzung der päpstlichen Provinzen sowie über alle, die so etwas anordnen, entfachen, alle, die irgendjemandem dazu verhelfen oder ihm raten, und alle Anhänger oder Missetäter. Das betrifft ausnahmslos auch alle Verwickelten, denen irgendwelche Privilegien, Gunst oder Indult von Pius IX. oder seinen Vorgängern erteilt wurden.
Papst Pius IX. flicht Auszüge aus dem Buch Ezechiel und aus dem Evangelium nach Lukas ein, die die Bekehrung und Befreiung der Sündigen und Verwahrlosenden behandeln. Er erfleht Gottes Erbarmen, damit Er diejenige, die Papst Pius IX. nicht umhinkonnte zu bannen, mit dem Licht Seiner göttlichen Gnade beleuchte und sie auf den Pfad des Heils zurückbringe (auf Latein: „In humilitate cordis Nostri ferventissimis precibus Ipsius misericordiam sine intermissione imploramus et exposcimus, ut eos omnes, in quos ecclesiasticarum poenarum severitatem adhibere coacti sumus, divinae suae gratiae lumine propitius illustret, atque omnipotenti sua virtute de perditionis via ad salutis tramitem reducat“).
Am Ende bestimmt Papst Pius IX., insofern die betreffende Schrift nicht allerorts ungefährdet veröffentlicht werden kann, die Plätze, wo das Dokument aushängen soll, nämlich die Lateranbasilika, den Petersdom, den Sitz der Generalkurie Mons Citatorius, die apostolische Kanzlei, sowie den Eingang zum Platz Campus Florae.